# Господарський суд Донецької області
Господа́рський суд Доне́цької о́бласті — місцевий спеціалізований господарський суд першої інстанції загальної юрисдикції, розташований в місті Донецьку, юрисдикція якого поширюється на Донецьку область.

## Компетенція
Місцевий господарський суд керуються при здійсненні судочинства Господарським процесуальним кодексом України. Він розглядає господарські справи, тобто ті, що виникають у зв'язку із здійсненням господарської діяльності юридичними особами та фізичними особами-підприємцями. Це, зокрема, справи про стягнення заборгованості за договорами, про чинність договорів, про відшкодування шкоди, про банкрутство, про захист права власності, корпоративні спори та ін.
Господарський суд розглядає справу, як правило, за місцезнаходженням відповідача, тобто якщо офіційна адреса відповідача зареєстрована на території юрисдикції цього суду.

## Розташування
Адреса суду — 83048, м. Донецьк, вул. Артема, 157.
Будівля суду розміщена на одній з найголовніших вулиць Донецька, знаходиться навпроти будівлі Державної податкової адміністрації у Донецькій області. Окрім Господарського суду Донецької області, в цій ж будівлі частково розміщений Донецький апеляційний господарський суд (зокрема канцелярія суду).
З 24.04.2015 р. адреса суду - 61022, м. Харків, просп. Науки, 5.

## Керівництво
| Посада      | ПІБ                        | Графік прийому |  |
| ----------- | -------------------------- | -------------- |  |
| Голова суду | Попов Олександр Вікторович | ЧТ 13:00-17:00 |  |